# 京港旅客専用線

京港旅客専用線

京港旅客専用線（けいこうりょかくせんようせん、中文表記: 京港客运专线、英文表記: Beijing–Hong Kong High-Speed Railway）は、中華人民共和国の北京市と香港との間の高速鉄道路線。

## 概要
中華人民共和国の「四縦四横」高速鉄道ネットワーク計画のうちの1本の縦路線である。以下の路線から構成される。詳細は下記を参照。
- 京石旅客専用線（北京西駅 - 石家荘駅）（2012年12月26日開通）
- 石武旅客専用線（石家荘駅 - 武漢駅）（2012年9月28日開通）
- 武広旅客専用線（武漢駅 - 広州南駅）（2009年12月26日開通）
- 広深港高速鉄道（広州南駅 - 香港西九龍駅）（広州 - 深圳間2011年12月26日開通、香港側は2018年9月23日開通）

北京西 - 香港西九龍間は、全38駅。
在来線の京広線、広深線と並行する。
北京西 - 広州南間2往復。北京西 - 香港西九龍間1往復。
設置駅：北京西、涿州東、高碑店東、保定東、定州東、石家荘空港、石家荘、高邑西、邢台東、邯鄲東、鶴壁東、新郷東、鄭州東、新鄭東、許昌東、漯河西、駐馬店西、明港東、信陽東、横店東、武漢、烏龍泉東、咸寧北、赤壁北、岳陽東、汨羅東、長沙南、株洲西、衡山西、衡陽東、耒陽西、郴州西、楽昌東、韶関、英徳西、清遠、広州北、広州南、深圳北、福田、香港西九龍

## 列車ダイヤ
北京西駅〜香港西九龍駅の直行便は1日1便ずつ（G79およびG80）の運行。香港8:05発、北京西17:01着。北京西10:00発、香港18:58着。

## 別称
京港旅客専用線の名称の他、当該路線には各種の別称がある。
- 京港高速鉄道（京港高速铁路）
- 京広深旅客専用線（京广深客运专线）
- 京広旅客専用線（京广客运专线）